# Riserva marina dell'isola di Bongoyo
L'isola di Bongoyo è un'isola della Tanzania situata nell'Oceano Indiano, poco a nord di Dar es Salaam. L'isola è dal 1975 parte di un'area naturale protetta che ne prende il nome, la Riserva marina dell'isola di Bongoyo (Bongoyo Island Marine Reserve), che a sua volta appartiene al gruppo di aree marine protette della Riserva marina di Dar es Salaam (DMRS).
Bongoyo è la più visitata e turistica delle quattro isole che appartengono alla DMRS. È nota per le belle spiagge e le possibilità di snorkeling presso la barriera corallina, situata a 20 m dalla riva. L'interno dell'isola è ricco di vegetazione, e in mezzo alla foresta si trovano i ruderi di un insediamento tedesco risalente alla prima guerra mondiale.
La zona di Dar es Salaam più vicina a Bongoyo è la penisola di Msasani (nel distretto di Kinondoni), da cui partono i dhow che portano dalla terraferma all'isola in circa 30 minuti. Il molo da cui partono la maggior parte delle imbarcazioni si trova nella zona occidentale di Msasani, presso il centro commerciale "The Slipway".